# Petit-Verly
Petit-Verly é uma comuna francesa na região administrativa de Altos da França, no departamento de Aisne. Estende-se por uma área de 5,19 km². Em 2010 a comuna tinha 144 habitantes (densidade: 27,7 hab./km²).